# Královská svatyně Cristo de La Laguna
Královská Svatyně Cristo de La Laguna (Real Santuario del Santísimo Cristo de La Laguna) je kostel, který se nachází ve městě San Cristóbal de La Laguna na ostrově Tenerife (Kanárské ostrovy, Španělsko).
Je to jedna z nejdůležitějších svatyní na Kanárských ostrovech, protože uvnitř je uctívaný obraz Cristo de La Laguna (obraz ukřižovaného Ježíše Krista, který je uctíván po celém souostroví). Stavba současné svatyně a kláštera byla zahájena rozhodnutím dobyvatele Tenerife Alonso Fernándeze de Lugo v roce 1506, dokončena byla v roce 1580.
Svatyně dostala královský titul v roce 1906 od krále Alfonse XIII., Titul papežský bratrství Krista jí udělil v roce 1908 papež Pius X. Obraz Cristo de La Laguna je na oltáři a byl vyřezán ve Vlámsku v šestnáctém století.
Hlavní poutní den je zde 14. září, ve svátek Povýšení svatého Kříže. Tento den sem přicházejí poutníci ze všech míst Kanárských ostrovů.

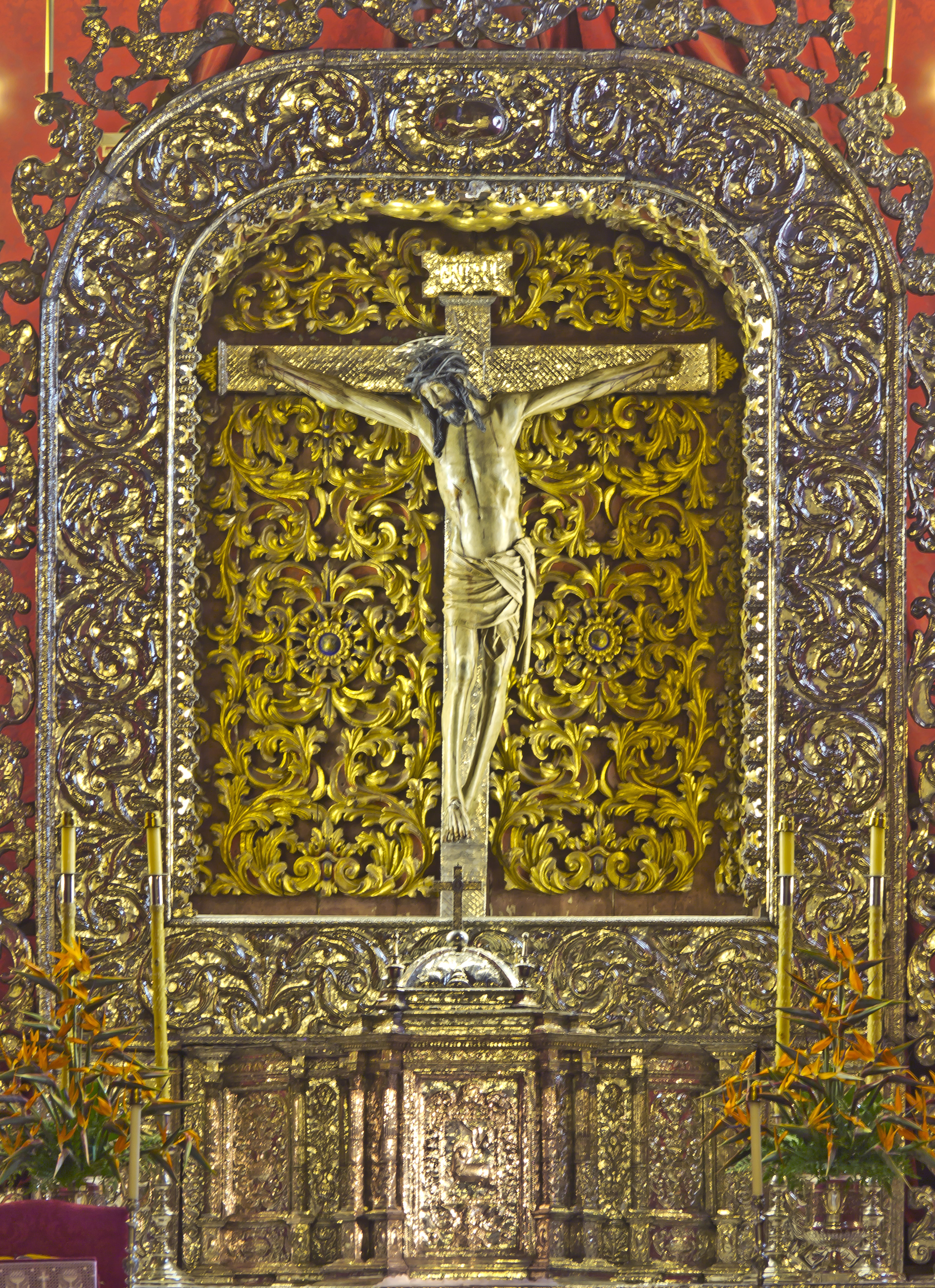
Cristo de La Laguna